# Pseudoidioscopus bipunctatus
Pseudoidioscopus bipunctatus är en insektsart som beskrevs av Maldonado-capriles 1977. Pseudoidioscopus bipunctatus ingår i släktet Pseudoidioscopus och familjen dvärgstritar. Inga underarter finns listade i Catalogue of Life.